# Стангела
Стангела (итал. Stanghella) је насеље у Италији у округу Падова, региону Венето.
Према процени из 2011. у насељу је живело 2651 становника. Насеље се налази на надморској висини од 9 м.

## Географија
| Клима (Стангела)           | Клима (Стангела) | Клима (Стангела) | Клима (Стангела) | Клима (Стангела) | Клима (Стангела) | Клима (Стангела) | Клима (Стангела) | Клима (Стангела) | Клима (Стангела) | Клима (Стангела) | Клима (Стангела) | Клима (Стангела) | Клима (Стангела) |
| Показатељ \ Месец          | .Јан.            | .Феб.            | .Мар.            | .Апр.            | .Мај.            | .Јун.            | .Јул.            | .Авг.            | .Сеп.            | .Окт.            | .Нов.            | .Дец.            | .Год.            |
| -------------------------- | ---------------- | ---------------- | ---------------- | ---------------- | ---------------- | ---------------- | ---------------- | ---------------- | ---------------- | ---------------- | ---------------- | ---------------- | ---------------- |
| Средњи максимум, °C (°F)   | 4,4 (39,9)       | 7,6 (45,7)       | 13,0 (55,4)      | 17,6 (63,7)      | 22,8 (73)        | 27,1 (80,8)      | 30,0 (86)        | 29,1 (84,4)      | 24,8 (76,6)      | 18,0 (64,4)      | 10,9 (51,6)      | 5,8 (42,4)       | 30 (86)          |
| Средњи минимум, °C (°F)    | −1,3 (29,7)      | 0,3 (32,5)       | 4,2 (39,6)       | 8,2 (46,8)       | 12,4 (54,3)      | 15,9 (60,6)      | 18,2 (64,8)      | 17,7 (63,9)      | 14,7 (58,5)      | 9,8 (49,6)       | 4,9 (40,8)       | 0,6 (33,1)       | −1,3 (29,7)      |
| Количина падавина, mm (in) | 39 (15,4)        | 39 (15,4)        | 52 (20,5)        | 63 (24,8)        | 71 (28)          | 65 (25,6)        | 42 (16,5)        | 47 (18,5)        | 55 (21,7)        | 73 (28,7)        | 65 (25,6)        | 49 (19,3)        | 660 (260)        |
| [ тражи се извор ]         |                  |                  |                  |                  |                  |                  |                  |                  |                  |                  |                  |                  |                  |

## Становништво
| 1931. | 1936. | 1951. | 1961. | 1971. | 1981. | 1991. | 2001. | 2011. |
| ----- | ----- | ----- | ----- | ----- | ----- | ----- | ----- | ----- |
| 5.118 | 5.444 | 5.485 | 4.434 | 4.458 | 4.609 | 4.580 | 4.458 | 4.331 |